# Poggio Torriana
Poggio Torriana ist eine italienische Gemeinde (comune) mit 5144 Einwohnern (Stand 31. Dezember 2023) in der Provinz Rimini in der Emilia-Romagna. Die Gemeinde entstand zum 1. Januar 2014 durch den Zusammenschluss der bis dahin eigenständigen Gemeinden Poggio Berni und Torriana.

## Geografie

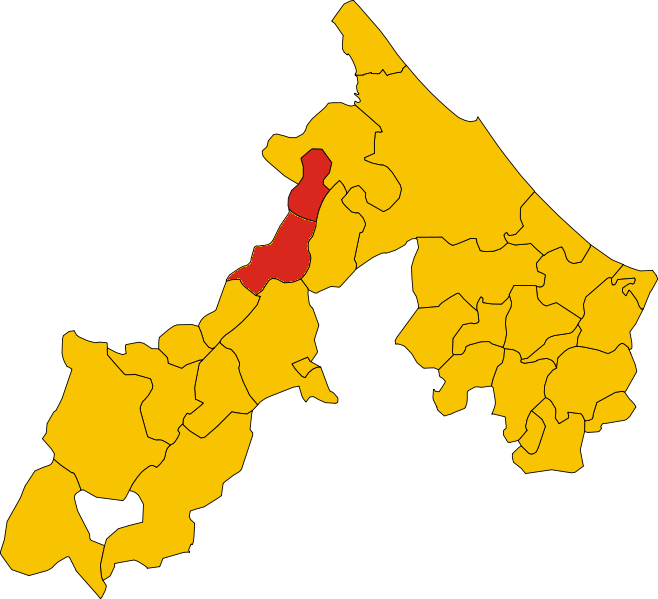
Lage von Poggio Torriana in der Provinz Rimini

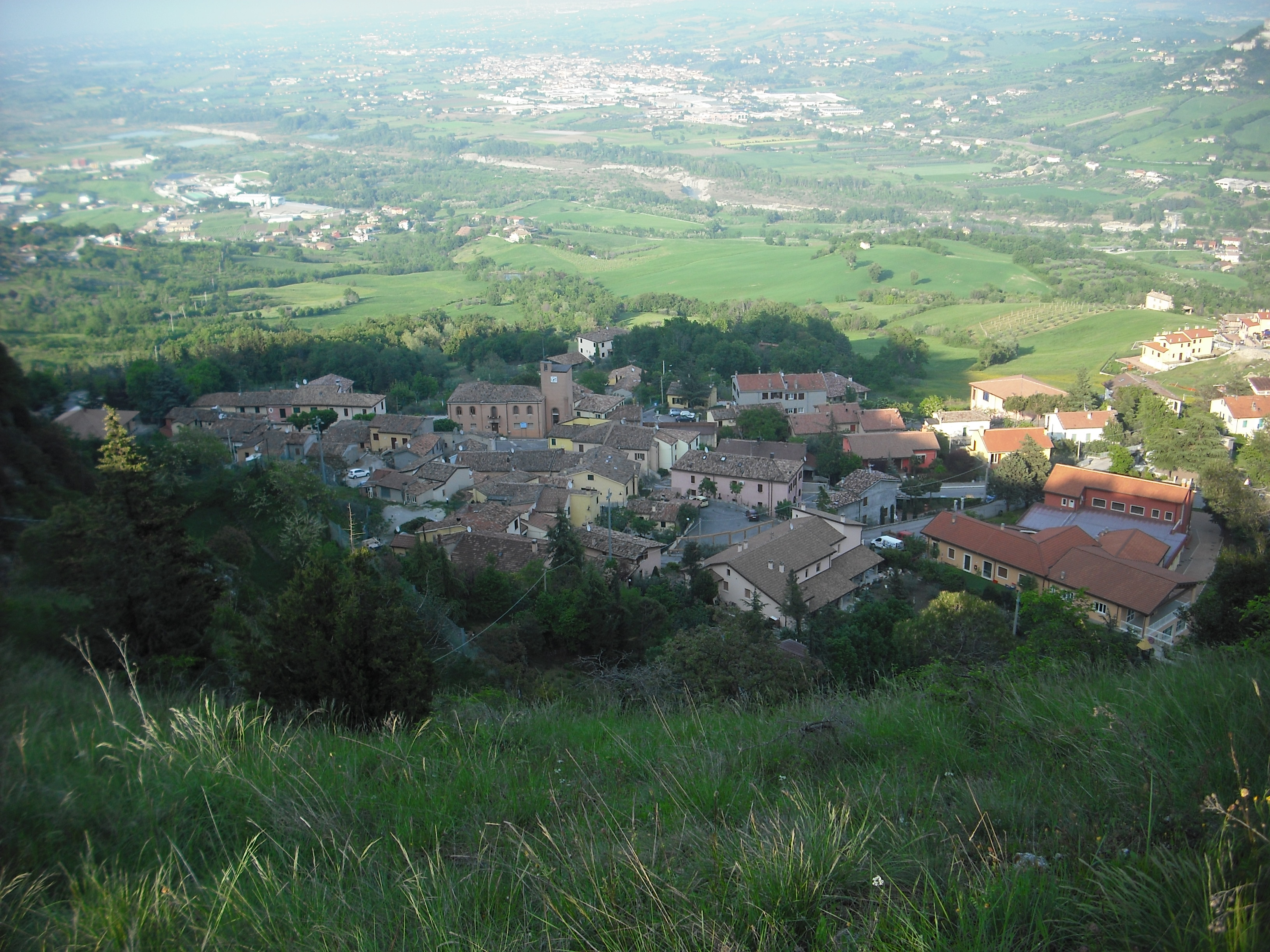
Panorama von Torriana

Die Gemeinde liegt etwa 13 Kilometer südwestlich der Provinzhauptstadt Rimini und etwa 100 Kilometer südöstlich der Regionalhauptstadt Bologna. Sie grenzt unmittelbar an die Provinz Forlì-Cesena und liegt in der klimatischen Einordnung italienischer Gemeinden in der Zone E, 2 470. Das Rathaus ist in Poggio Berni. Teile des Gemeindegebietes liegen am Fluss Marecchia und im Weinbaugebiet Colli di Rimini.
Die Nachbargemeinden sind Borghi (FC), Novafeltria, San Leo, Santarcangelo di Romagna, Sogliano al Rubicone (FC) und Verucchio.